# 공중과 그 문제

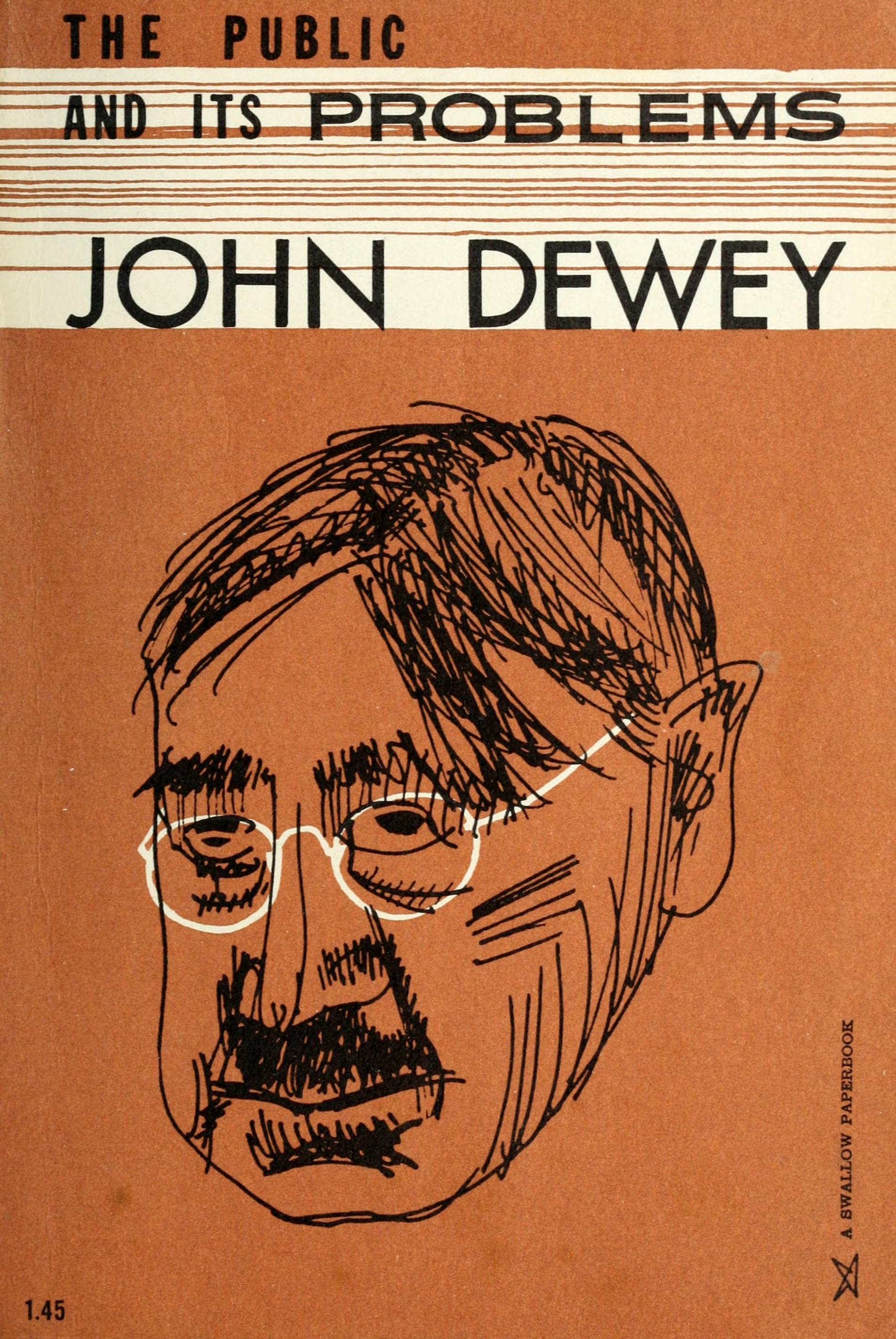
1927

《공중과 그 문제》(The Public and its Problems)는 미국의 철학자 존 듀이가 1927년에 쓴 책이다. 여기서 듀이는 21세기까지 이어지는 정치 철학의 쟁점인 '현대에 민주주의가 유효한가'와 '민주 시민들의 "공중"이라는 것이 있는가'에 대해 다룬다. 

## 개요
듀이는 선출직 입법자들이 대표하는 '국가'와 국가의 대표자를 선출하는 시민들의 느슨한 집단인 '공중'(公衆, public)을 구분하면서 주장을 전개한다. 공중은 일반 시민들이 (시장이나 정부의 활동처럼) 자신들의 통제를 벗어나는 일에 따른 부정적인 외부 영향을 경험하면서 생긴다. 공중은 입법을 통해 이러한 부정적 외부 영향을 경감하는 데 중점을 둔 공통의 이해 관계를 가진 시민으로 이루어진다. 사실 듀이는 부정적 외부 영향이 나타나기 전까지 공중은 실재하지 않는다고 주장한다. 
듀이는 간접적인 행동의 결과가 어떻게 사람들에게 집합적으로 영향을 끼치는지 이들이 자각할 때 이러한 일이 일어난다고 주장한다. "연대와 상호작용 행위의 간접적이고 광범위하며 지속적이고 중대한 결과로 말미암아 이러한 결과를 통제하는 데 공통의 관심을 가진 공중이 등장한다"(Dewey, 126) 따라서 공중은 중요한 현안을 둘러싸고 합당한 이유를 가지고 모일 때에만 발생한다는 것이다. 
이 책의 후반부에서 듀이는 공중을 가리고 이들이 자신이 필요한 바를 주장하지 못하게 막는 강력한 모든 세력에 대해 설명하여 현대 민주주의에 어려움이 있음을 시인한다. 가령 듀이는 특별한 이해 세력, 강력한 기업 자본, 대중의 눈을 어지럽히는 연예 산업, 전반적인 이기심, 공중 소통의 변동이 어떻게 공중의 효과적으로 숙고하기 어렵게 하는지 설명한다. 
월터 립먼은 공중이 민주 정치에서 합리적인 참여자가 될 역량을 제대로 갖추지 못했으며 본질적으로 존재하지도 않는다고 본 데 반해, 듀이는 공중과 그 잠재력을 낙관한다. 듀이는 공중을 포기하라고 요구하지 않으며, 공중이 자아 의식을 되찾길 희망한다. 그 해결책은 소통의 발전이다. 그래야만 소통을 통해 공중은 자신을 되찾고 응집력있는 집단이 된다는 것이다.
공중은 사람이 너무 많기 때문에 그 자체로 자신을 자각할 수는 없다는 주장과 더불어 듀이는 대중의 눈을 흐리는 현대 사회의 요소들도 비판한다. 그는 과거에도 공중은 정치보다 다른 문제에 관심을 가졌다. "물론 정치 의제는 늘 강력한 적수를 두었다."(Dewey, p.137). 과거의 대중의 눈을 흐리는 요소를 논하면서 듀이는 이러한 것들이 현대 사회에서 훨씬 더 심각하며 그 주된 원흉으로 기술을 지목한다.
그는 "영화, 값싼 읽을거리, 차'가 대중의 관심을 정치에서 멀어지게 한다고 예시를 든다. 듀이는 이러한 기술이 최신 정치 소식보다도 일상에서 사람들이 더 논할 필요가 있는 화제거리라고 말한다. 불행히도 듀이는 정치 문제에 대해 무관심하게 하는 기술의 문제를 놓고 해결책을 제시하지 않는다. 그러나 듀이는 사회가 언젠가는 소통을 발전시키게 되는 데 이용하여 정치에 대한 공중의 관심도 증대될 것이라고 희망한다.
더 나아가 듀이는 지역 사회가 민주주의의 장이 되어 사람들이 공중 현안에 대해 적극적이고 의사를 표시할 수 있게끔 되어야 한다고 주장한다. 이렇게 하여 지역 사회는 "거대한 공동체"가 될 수 있다. 듀이는 "그러한 소통 없이 공중은 덧업고 무의미해질 것이며... 거대한 사회가 거대한 공동체로 거듭나지 않는 한 공중은 가려진 채로 남을 것이다. 소통만이 거대한 공동체를 만들 수 있다."(Dewey, p.142) 이 책은 현대 사회에도 여전한 이 문제에 대한 생각에 대해 시사하는 바가 크다. 